# Club de Remo Arkote
Arkote Arraun Taldea (en idioma vasco Club de Remo Arkote) es un club de remo de la localidad vizcaína de Plencia.

## Historia
Fue fundado en 1957, como continuación de la Sociedad Remera de Plentzia que llevaba representando la localidad desde 1946. Sus colores son el negro y el amarillo y su trainera la Plentzitarra.
Tras un año 2004 muy bueno en cuanto a resultados deportivos, en 2005 obtuvieron su primer campeonato de Vizcaya de traineras por delante de Santurce y Urdaibai. En 2006 se asentaron en la mitad de tabla de la liga ACT y fueron capaces de volver a ganar el título vizcaíno.
Tras quedar segundo de la ARC 2 en 2016, el club disputó el play-off de ascenso contra Santurce, San Pedro B e Hibaika. La primera regata de la eliminatoria fue ganada por Santurce, con ocho segundos de ventaja sobre Arkote, pero en la jornada del domingo los remeros de Plencia se impusieron por trece segundos a Santurce, obteniendo el ascenso con siete puntos, por delante de sus rivales que obtuvieron los mismos puntos.
El club compite en 2017 en el grupo 1 de la liga ARC, año en el que se anunció que el Ayuntamiento de Plencia iba a invertir 18.000 euros en la creación de una entreplanta en las instalaciones del club, para optimizar el espacio existente. También en 2017 se anunció que Helvetia Seguros renovaba el patrocinio que tenía con el club durante los últimos cinco años.

## Resultados
| Año  | Liga        | C.Esp | Concha | C.PV | C.Viz | Trainera     | Entrenador                       | Patrón/es                                                                    |
| ---- | ----------- | ----- | ------ | ---- | ----- | ------------ | -------------------------------- | ---------------------------------------------------------------------------- |
| 2006 | ACT: 7.º    | -     | 11.º   | 4.º  | 1.º   | Plentzitarra | José Carlos González Ruiz "Popi" | Asier Zurinaga Gómez y Juan Carlos Gernika Nuñez                             |
| 2007 | ACT: 12.º   | -     | 13.º   | -    | 5.º   | Plentzitarra | José Carlos González Ruiz "Popi" |                                                                              |
| 2008 | ACT: 11.º   | -     | 14.º   | 8.º  | 4.º   | Plentzitarra | José Carlos González Ruiz "Popi" |                                                                              |
| 2009 | ACT: 12.º   | -     | 14.º   | 8.º  | 4.º   | Plentzitarra | José Carlos González Ruiz "Popi" |                                                                              |
| 2010 | ARC 1: 9.º  | -     | -      | -    | 11.º  | Plentzitarra | Raul Amundarain Ormaza           | Juan Carlos Gernika Nuñez y Jon Barrena Rodriguez                            |
| 2011 | ARC 1: 12.º | -     | -      | -    | 10.º  | Plentzitarra | Raul Amundarain Ormaza           | Juan Carlos Gernika Nuñez e Iker Vilariño Tardon                             |
| 2012 | ARC 2: 6.º  | -     | -      | -    | 9.º   | Plentzitarra | Raul Amundarain Ormaza           | Jon Barrena Rodríguez                                                        |
| 2013 | ARC 2: 4.º  | -     | -      | -    | 9.º   | Plentzitarra | Peio De Vega Martin              | Jon Barrena Rodríguez y Jon Arroquero                                        |
| 2014 | ARC 2: 3.º  | -     | -      | -    | 9.º   | Plentzitarra | Peio De Vega Martin              | Joseba Mancebon                                                              |
| 2015 | ARC 2: 4.º  | -     | -      | -    | 8.º   | Plentzitarra | Aitor Gil Cruz                   | Jon Barrena Rodríguez y Jon Arroquero                                        |
| 2016 | ARC 2: 2.º  | -     | -      | -    | 8.º   | Plentzitarra | Aitor Gil Cruz                   | Juan Carlos Gernika Nuñez y Jon Larrinaga Monasterio                         |
| 2017 | ARC 1: 9.º  | -     | -      | -    | 7.º   | Plentzitarra | Aitor Gil Cruz                   | Juan Carlos Gernika Nuñez, Gorka Varela Martínez y Jon Barrena Rodríguez     |
| 2018 | ARC 1: 8.º  | -     | -      | -    | 8.º   | Plentzitarra | Aitor Gil Cruz                   | Juan Carlos Gernika Nuñez y Xabier Matilla Iturregi                          |
| 2019 | ARC 1: 7.º  | -     | -      | -    | -     | Plentzitarra | Toni Montenegro Prieto           | Xabier Matilla Iturregi, Eritz Monasterio Lotina y Juan Carlos Gernika Nuñez |
| 2020 | ARC 1: 5.º  | -     | -      | -    | -     | Plentzitarra | Gorka Etxebarria Oliden          | Xabier Matilla Iturregi y Eritz Monasterio Lotina                            |

## Palmarés

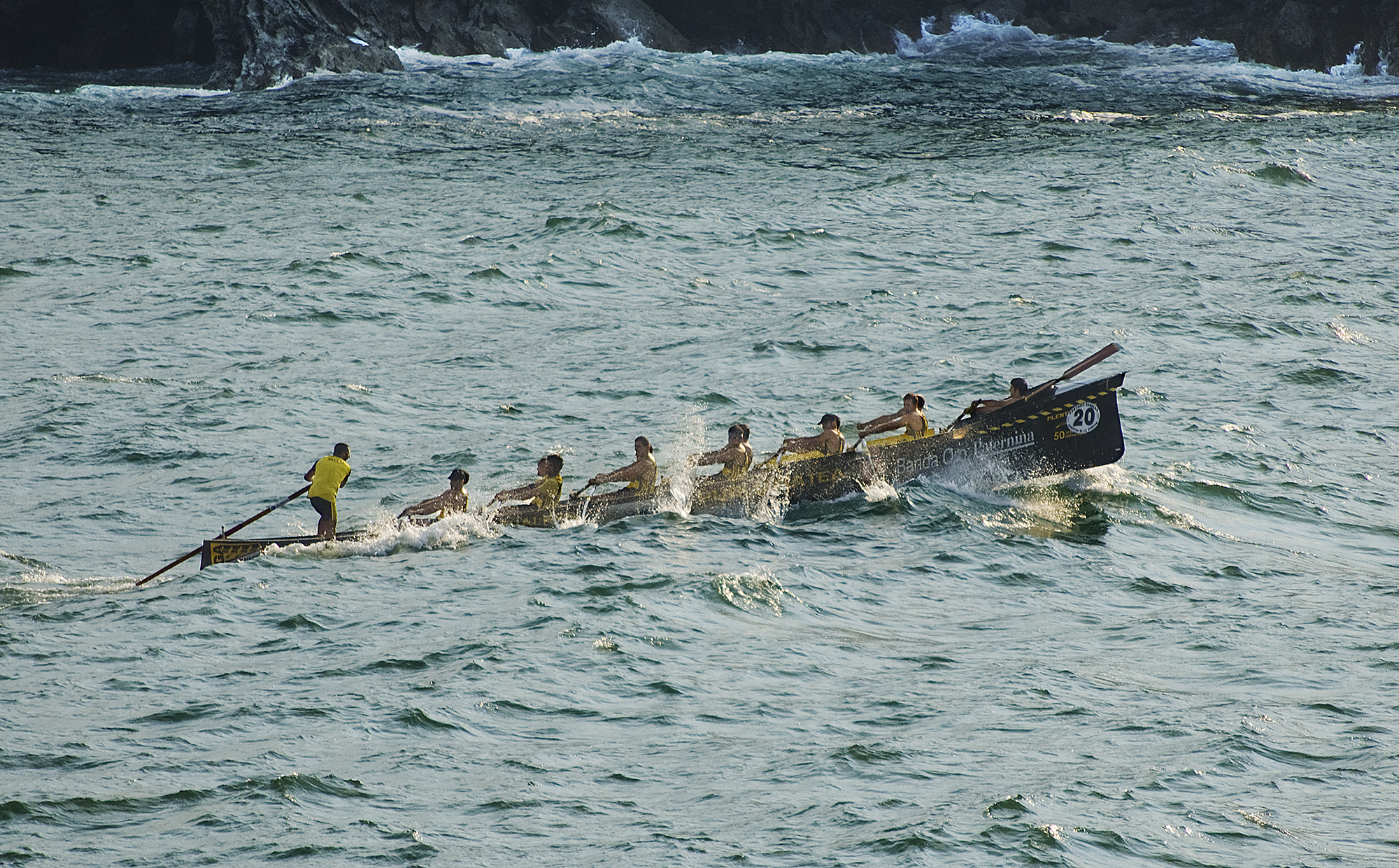
En la Bandera de La Concha de 2007.

- 2 Campeonatos de Vizcaya de Traineras: 2005 y 2006.
- 1 Bandera de La Rioja: 1998.
- 1 Bandera de Santoña: 1999.
- 2 Bandera de San Juan de Luz: 2004 y 2016.
- 1 Gran Premio del Nervión: 2004.
- 1 Bandera Villa de Bilbao: 2004.
- 1 Bandera de Zarauz: 2004.
- 2 Bandera Ría del Asón: 2004 y 2016.
- 1 Descenso Ria de Plencia: 2007.
- 1 Descenso de Deusto "Memorial Bilba": 2007.
- 1 Bandera Ayuntamiento de Sestao: 2016
- 1 Bandera de Plencia: 2016